# Французька Екваторіальна Африка
Французька Екваторіальна Африка (фр. Afrique Équatoriale Française, AEF) — федерація колоніальних володінь Франції в центральній Африці у 1910-1958 рр. Між річкою Конго й пустелею Сахара.
Заснована в 1910 році, до складу федерації входили Габон, Середнє Конго (тепер Республіка Конго), Убангі-Шарі (тепер Центральноафриканська республіка), Чад (з 1920 р.).
Столиця (резиденція губернатора) — Браззавіль (в Конго).
У 1911 р. в результаті Агадирської кризи Франція втратила частину території, яка ввійшла до Німецького Камеруну, але після поразки Німеччини у Першій Світовій війні ця територія була повернена Франції.
Під час Другої Світової війни Французька Екваторіальна Африка підтримувала сили «Вільної Франції», за винятком Габона, який був підконтрольний уряду Віши до листопада 1940 р. Після проведення Габонської операції перейшов під контроль уряду Шарля де Голля.
У 1958 р. на референдумі території висловилися за автономію, у 1959 р. утворили Союз Республік Центральної Африки, а в серпні 1960 р. стали повністю незалежними.